# Araguanã (kommun i Brasilien, Maranhão)
Araguanã är en kommun i Brasilien.   Den ligger i delstaten Maranhão, i den nordöstra delen av landet, 1 400 km norr om huvudstaden Brasília. Antalet invånare är 13 957.
Omgivningarna runt Araguanã är huvudsakligen savann. Runt Araguanã är det glesbefolkat, med 10 invånare per kvadratkilometer.